# Эванс, Фредерик Генри
Фредерик Генри Эванс (англ. Frederick Henry Evans; 26 июня 1853, Лондон — 24 июня 1943, Лондон) — английский фотограф, выдающийся мастер архитектурной съёмки. Один из создателей базовых принципов архитектурной фотографии.

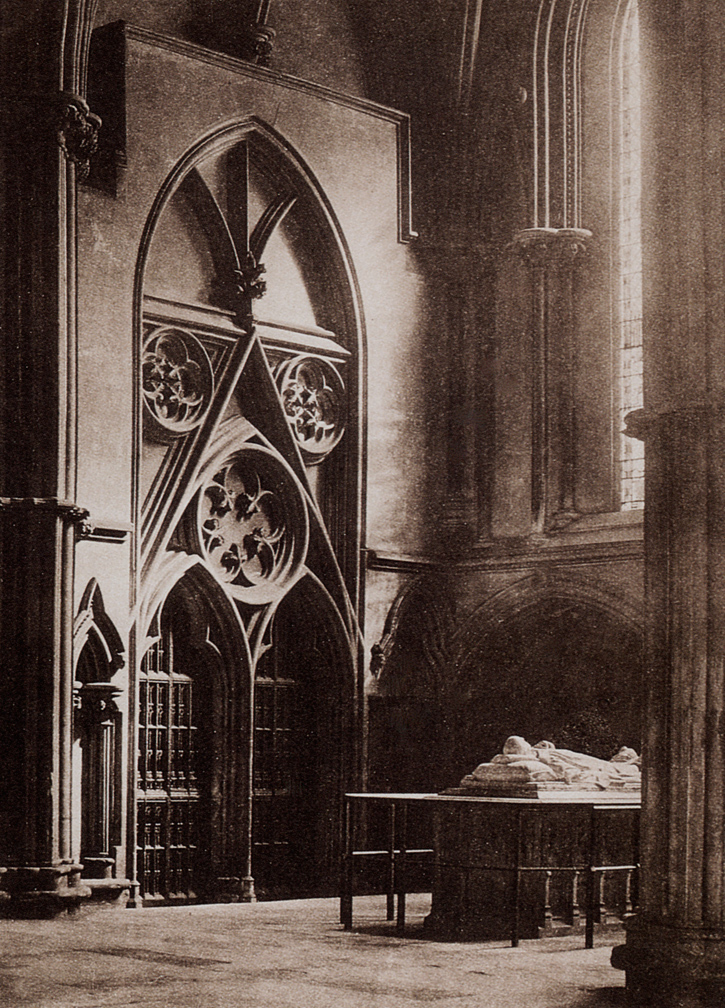
Ф.Эванс Йоркский собор (1903)

## Творчество
Фредерик Эванс первоначально занимался иллюстрацией книг. Около 1883 года увлёкся фотографией. Основным предметом его работ были архитектурные сооружения. В 1890—1898 годах был собственником книжного магазина в Лондоне; оставил это занятие, чтобы сконцетрироваться на фотографии. В 1890 году он публикует свои фотографии британских церквей, в 1896 году — церквей Франции. Ему также принадлежит серия фотографий замков Франции. С 1898 года, с применением им платиновой печати, Эванс достигает вершины своего мастерства. В 1903 году фотографии Эванса с пояснительным текстом Бернарда Шоу публикуются в № 4 профессионального журнала Camera Work. К тому же году относится одна из наиболее известных его работ — «Море ступеней», на которой представлены уходящие вверх ступени лестницы собора в городе Уэллсе, словно волны моря.

## Галерея
- Работы Ф. Эванса